# Mnestheus damma
Mnestheus damma är en fjärilsart som beskrevs av Evans 1955. Mnestheus damma ingår i släktet Mnestheus och familjen tjockhuvuden. Inga underarter finns listade i Catalogue of Life.